# بستگان درجه دوم
اقوام درجه دو (به انگلیسی: Second-degree relative) (SDR) شامل عمو، دایی، عمه ،خاله، برادرزاده، خواهرزاده، پدربزرگ، مادربزرگ، نوه و خویشاوندی هم‌نیایی فرد است. اگر اعضای خانواده دارای هم‌خونی باشند، خویشاوندان درجه دو تقریباً ۲۵٪ از ژن‌های آنها را به اشتراک می‌گذارند.